# Roger Miron
Pour les articles homonymes, voir Miron.
Roger Miron, né en 1929 à Saint-Théodore de Chersey et mort le 27 septembre 2024 à Montréal, est un chanteur, guitariste, auteur-compositeur-interprète québécois.

## Biographie
Chanteur, guitariste, auteur-compositeur-interprète québécois, Roger Miron crée plusieurs chansons à succès des années soixante dont  À qui l'p'tit cœur après neuf heure ? sous l'étiquette RCA Victor. Il est un des premiers artistes à créer sa compagnie d'enregistrement au Québec. Il fonde Les Disques Rusticana en 1958, La Cie de disques France-Canada et Dorval.
Roger Miron meurt le 27 septembre 2024 à Montréal,.